# Musquodoboit Harbour
Musquodoboit Harbour est une communauté rurale de la Nouvelle-Écosse au Canada. Elle fait partie de la municipalité régionale d'Halifax et est située à 45 km à l'est du centre-ville d'Halifax. Avec des services tels qu'un hôpital, un détachement de la Gendarmerie royale du Canada, un bureau de poste, des écoles, un centre récréatif, une bibliothèque, Musquodoboit Harbour constitue un centre de services pour plusieurs des communautés environnantes. Le nom « Musquodoboit » provient du micmac.